# Opération Anthropoid

L’opération Anthropoid est l'opération montée en vue d'assassiner le dignitaire nazi Reinhard Heydrich. L'attentat se déroule à Prague le 27 mai 1942 et Heydrich meurt huit jours plus tard des suites de ses blessures.
Planifiée par le Special Operations Executive, le service secret britannique qui soutenait les Résistances européennes lors de la Seconde Guerre mondiale, cette opération est exécutée par deux soldats tchécoslovaques, Jozef Gabčík et Jan Kubiš, entraînés en Grande-Bretagne et parachutés sur le territoire du protectorat de Bohême-Moravie.
Reinhard Heydrich, bras droit de Heinrich Himmler a le grade de SS-Obergruppenführer. Il est à la fois le chef de l'Office central de la sécurité du Reich (RSHA, qui pilote notamment la Gestapo), le « vice-gouverneur de Bohême-Moravie » (mais dans les faits il exerce les fonctions de gouverneur) et le commandant opérationnel des Einsatzgruppen, les unités mobiles de tuerie de masse en Europe de l’Est. Il a également reçu pour mission d’organiser la solution finale de la question juive, programme d'extermination des Juifs d'Europe. À cet effet, il a dirigé personnellement la conférence de Wannsee en janvier 1942.
À la suite de l’assassinat, le Reich mène des représailles violentes contre les populations civiles de la région, détruisant notamment le village de Lidice en massacrant les hommes et déportant les femmes et les enfants, ce qui provoque une forte émotion chez les Alliés.

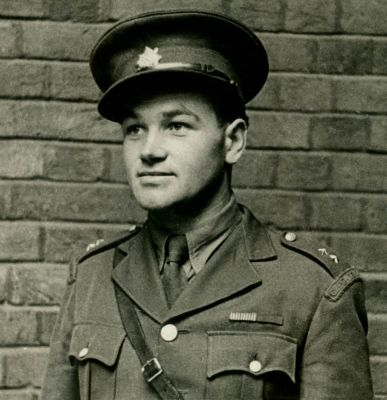
Jan Kubiš.

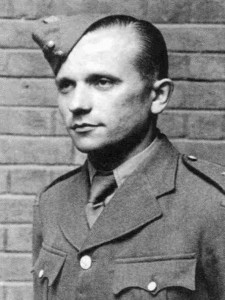
Jozef Gabčík.

## Contexte

### Personnalité de Heydrich, la cible
Depuis 1939, Heydrich dirige l'Office central de la sécurité du Reich — le RSHA, une organisation regroupant la Gestapo (la police politique), le Sicherheitsdienst (le SD, l'agence de sécurité du Parti nazi), la Kripo (la police criminelle) — et depuis 1940, il est également le président d'Interpol.
Il joue un rôle essentiel dans l'élimination des opposants de Hitler et, plus tard, est l'un des organisateurs clefs du génocide des Juifs. En raison de ses compétences et de son pouvoir, il est redouté de presque tous les généraux allemands.
Le 27 septembre 1941, Heydrich est nommé vice-gouverneur de la Bohême-Moravie, c'est-à-dire « dictateur » de facto, à la suite de Konstantin von Neurath qui garde néanmoins le titre de « gouverneur » (Reichsprotektor) mais n'a pas d’autorité effective sur Heydrich. Sur les conseils de Heinrich Himmler, Hitler a en effet décidé de remplacer Neurath, jugé trop modéré dans sa lutte contre les comportements anti-allemands des Tchèques. Heydrich arrive à Prague afin d'augmenter la pression sur la population tchèque tout en continuant à augmenter la production des moteurs et armes fabriqués dans le pays. Il a coutume de se déplacer dans une voiture ouverte, afin de montrer sa confiance dans les forces d'occupation et l'efficacité de leur répression contre les populations locales.
En raison de sa cruauté, Heydrich est surnommé « le Boucher de Prague », « la Bête Blonde » ou encore « le Bourreau »,.

### Contexte stratégique

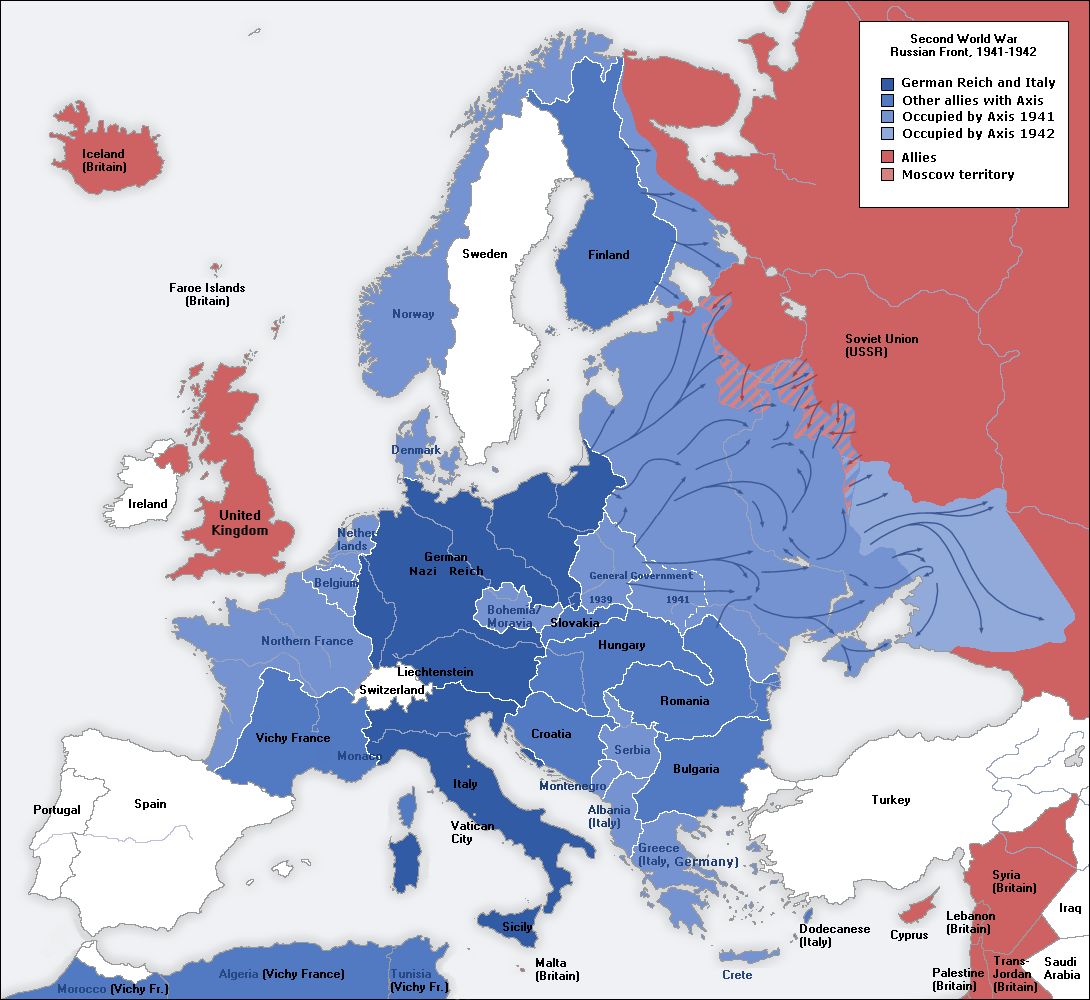
Apogée des conquêtes nazies 1941–42

Vers la fin de 1941, Hitler contrôle pratiquement toute l'Europe continentale, et les forces allemandes approchent de Moscou.
Le gouvernement tchécoslovaque en exil, dirigé par Edvard Beneš, subit la pression des services de renseignement britanniques, car l'activité de résistance en territoire tchèque apparaît comme très limitée depuis le début de l'occupation allemande en 1939. La Tchécoslovaquie produit d'importantes quantités de matériel pour le Troisième Reich.
Le gouvernement en exil doit susciter une action qui galvaniserait les populations, et montrerait au monde que les Tchèques sont aux côtés des Alliés. Les unités spéciales britanniques du Special Operations Executive (SOE) entraînent les agents tchèques et aident à planifier l'opération.
La mort de Heydrich doit constituer une perte énorme et représenter une victoire, sinon stratégique, du moins psychologique profonde.
D'après l'historien américain John Toland, le motif pour lequel les Britanniques et le gouvernement tchèque en exil décident de faire assassiner Heydrich est que les Tchèques se sentent trop bien sous le protectorat de Heydrich : « Après avoir lancé en Tchécoslovaquie une action de terreur qui écrasa rapidement la résistance, Heydrich posa en bienfaiteur, surtout pour les ouvriers et les paysans. […] Ces mesures du vice-gouverneur Heydrich poussèrent à l'action le gouvernement tchèque émigré. Comme la population semblait prête à accepter passivement la domination du Troisième Reich, sous la férule d'un despote si bienveillant, il décida de le faire assassiner. » À l'appui de son explication, Toland cite cette déclaration faite après la guerre par le parlementaire travailliste Reginald Paget : « C'était notre objectif lorsque nous avons parachuté des hommes pour assassiner Heydrich en Tchécoslovaquie. Le principal mouvement de résistance tchèque est né en majeure partie des représailles SS après l'attentat. »

## L'opération

### Préparation
L'opération prend le nom d'opération Anthropoid et sa préparation commence le 2 octobre 1941. Jozef Gabčík, originaire de Slovaquie, et Karel Svoboda, qui est tchèque, sont choisis pour être les protagonistes de l'opération et il est prévu que celle-ci ait lieu le 28 octobre 1941, le jour de la fête de l'indépendance de la Première République tchécoslovaque. Svoboda et Gabčík quittent Londres rapidement pour aller s'entraîner près de Manchester mais lors d'un saut de préparation, le premier se blesse à la tête. De retour à Londres, le 6 octobre, il est examiné par un médecin car il souffre de migraines persistantes. Svoboda est finalement remplacé par Jan Kubiš mais l'opération doit être reportée car Kubiš ne possède pas de faux-papiers.
Sept soldats de l'armée tchécoslovaque en exil au Royaume-Uni, Gabčík, Kubiš et des hommes de deux autres groupes (Silver A et Silver B), quittent l'Angleterre à bord d'un Handley Page Halifax de la Royal Air Force dans la nuit du 28 décembre 1941 pour être parachutés en territoire tchécoslovaque. Le groupe de l'opération Anthropoid saute à 2 h 24 du matin. Ils devaient initialement être largués près de Plzeň (Pilsen en allemand, dans l'ouest de la Tchécoslovaquie) mais à la suite de problèmes de navigation, ils atterrirent à l'est de Prague. Les deux parachutistes durent donc se rendre à Plzeň afin d'y rejoindre leur contact, puis de nouveau à Prague, lieu où l'attentat était prévu.
À Prague, ils prirent contact avec plusieurs familles et organisations anti-nazies qui les aidèrent à préparer l'assassinat. Jozef Gabčík et Jan Kubiš avaient initialement l'intention d'abattre Heydrich dans un train mais, après analyse, ils abandonnèrent cette idée. La deuxième possibilité était de l'attaquer dans la forêt, sur la route entre sa résidence et Prague. Ils envisagèrent même de tendre un câble en travers de la route pour arrêter la Mercedes-Benz de Heydrich, mais après plusieurs heures d'attente, leur commandant, le lieutenant Adolf Opálka, du groupe Out Distance, vint les récupérer pour les ramener à Prague. Le troisième plan consistait à assassiner Heydrich dans Prague même.

### L’exécution

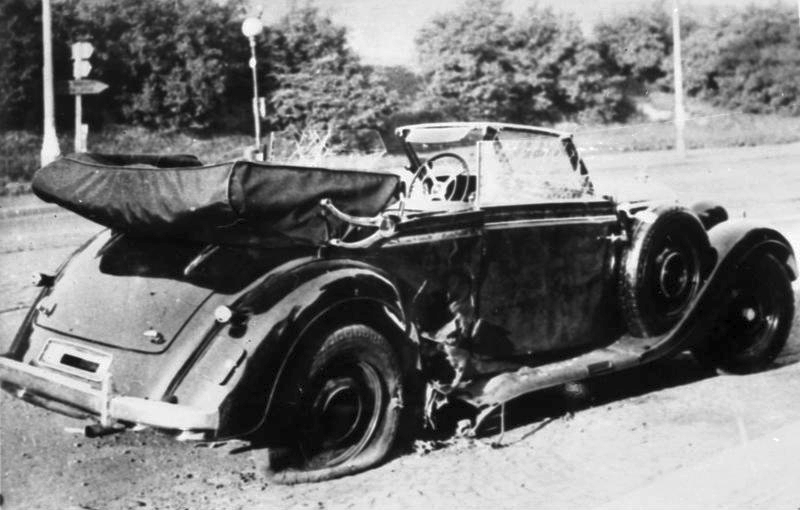
La Mercedes-Benz type 320 décapotable dans laquelle Heydrich circulait lors de l'attentat, conservée au musée d'histoire militaire de Prague.

Le 27 mai 1942 à 10 h 30 du matin, Heydrich entreprit le trajet habituel le menant de son domicile au village de Panenské Břežany jusqu'à son bureau de Prague, situé dans le château de Hradčany. La veille, il avait rencontré les dirigeants du Protectorat et avait vraisemblablement obtenu la participation tchèque à la guerre, aux côtés des Allemands. Pressé, il n'attendit pas l'escorte de police qui l'accompagnait habituellement. Jozef Gabčík et Jan Kubiš attendaient à l'arrêt du tramway, dans la courbe près de l'hôpital de Bulovka (situé dans le quartier de Prague-Libeň). Josef Valčík se tenait à environ cent mètres au nord de Jozef Gabčík et Jan Kubiš, faisant le guet pour signaler l'arrivée du véhicule à l'aide d'un miroir. Avant que la voiture n'entre dans le virage, Adolf Opálka traverse lentement la chaussée afin de ralentir la Mercedes.
Alors que la Mercedes-Benz type 320 décapotable de Heydrich s'approchait des deux parachutistes, Jozef Gabčík se jeta devant le véhicule et tenta d'ouvrir le feu mais son pistolet-mitrailleur Sten s'enraya. Heydrich ordonna à son chauffeur, le SS-Oberscharführer Johannes Klein, de s'arrêter. Lorsque Heydrich se leva pour tenter d'abattre Jozef Gabčík, Jan Kubiš lança une grenade antichar modifiée sur le véhicule. Bien que celle-ci ne tombât pas dans le véhicule, ses éclats traversèrent la portière droite et atteignirent Heydrich. Jan Kubiš fut également blessé au visage par les éclats. Heydrich, momentanément inconscient de ses blessures, descendit du véhicule, fit feu et essaya de pourchasser Jozef Gabčík avant de s'effondrer. Il ordonna à Klein, qui revenait après une tentative vaine de poursuite de Jan Kubiš, de prendre Jozef Gabčík en chasse. Gabčík, utilisant son Colt tira sur Klein à deux reprises et le blessa.
Heydrich décède le 4 juin d'une septicémie provoquée par les crins de la sellerie de la voiture qui avaient pénétré dans ses blessures.

## Conséquences

### Représailles

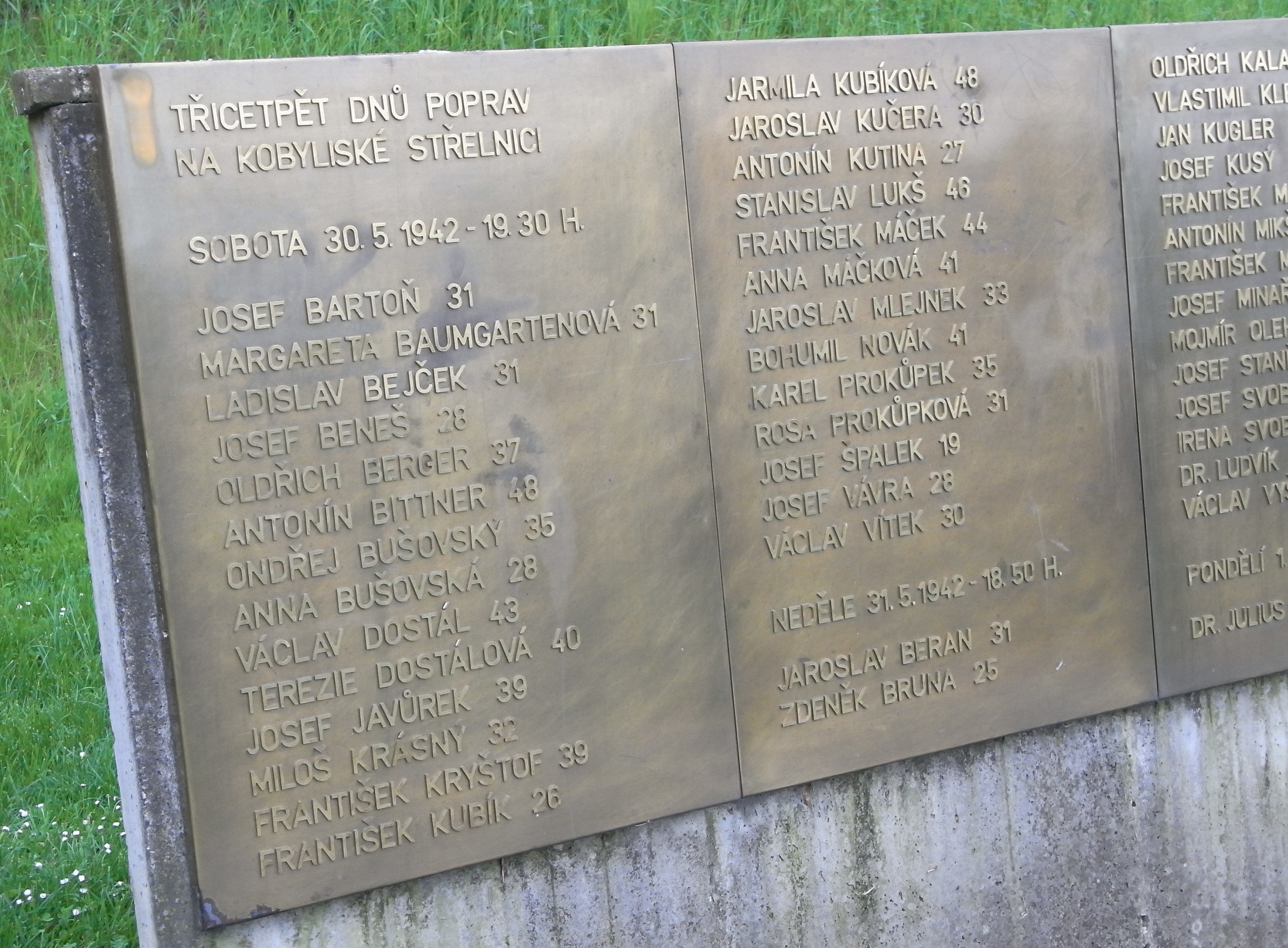
Plaque du mémorial avec les noms des victimes du champ de tir de Kobylisy à Prague, où plus de 500 Tchèques ont été exécutés en mai et juin 1942.

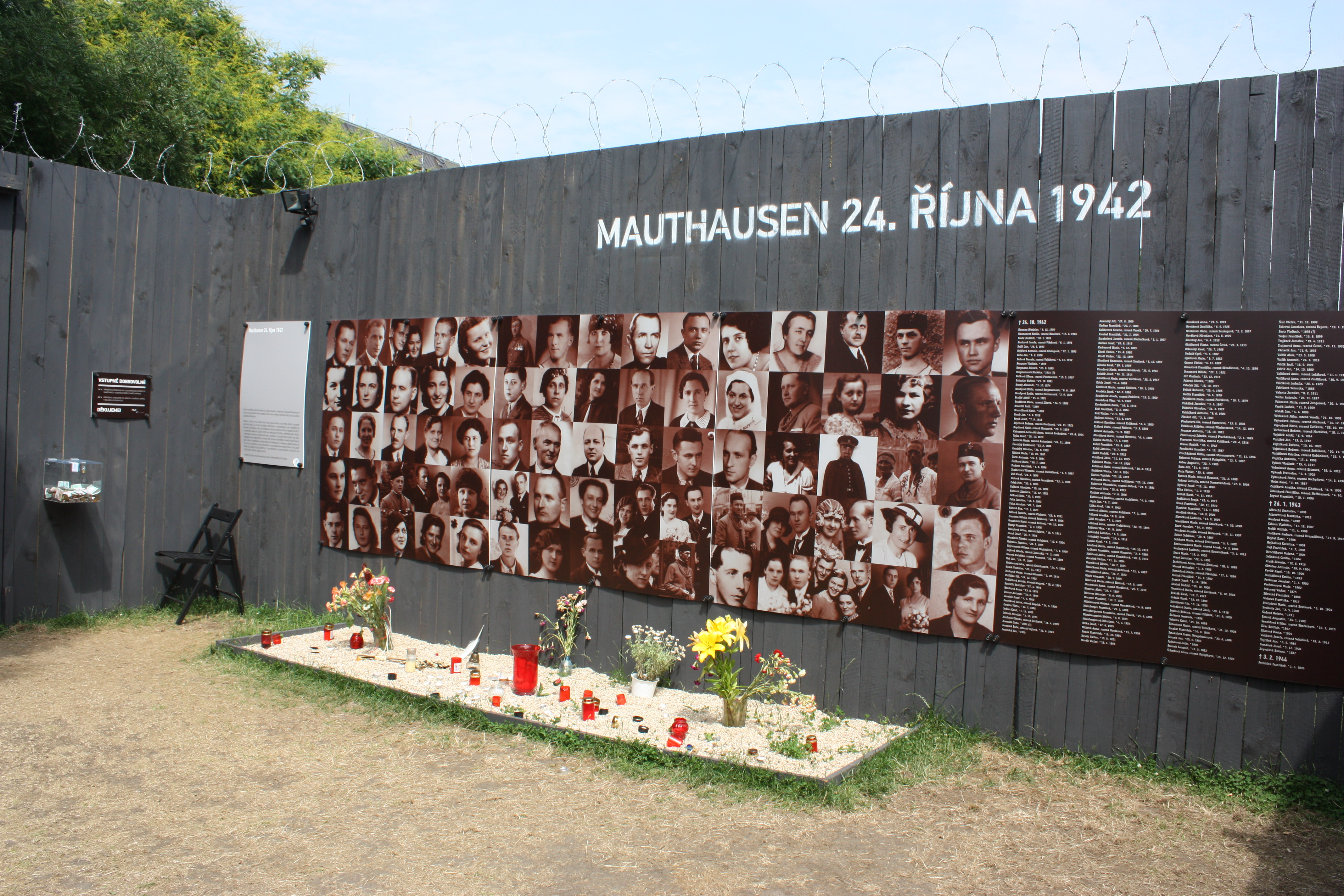
Photo des familles de Jan Kubiš et Josef Valčík et leurs compagnons. Au total, 294 personnes ont été exécutées au camp de concentration de Mauthausen.

Hitler ordonne une enquête et des représailles le jour même de la tentative d'assassinat, suggérant à Himmler d'envoyer le général SS Erich von dem Bach-Zelewski à Prague. D'après le témoignage après guerre de Karl Hermann Frank, Hitler savait que Zelewski était encore plus brutal qu'Heydrich. Initialement, Hitler envisageait l'exécution de 10 000 Tchèques « non fiables », mais abandonna l'idée après avoir consulté Himmler, parce que le territoire tchèque était une zone industrielle importante pour l'armée allemande, et un massacre aveugle pourrait réduire la productivité de la région.
D'après une estimation, 5 000 personnes sont assassinées en représailles. Plus de 13 000 personnes sont arrêtées, y compris Anna Malinová, la petite amie de Jan Kubiš, qui mourra dans le camp de concentration de Mauthausen. Marie Opálková, la tante d'Adolf Opálka, est exécutée à Mauthausen le 24 octobre 1942 ; son père Viktor Jarolím est également assassiné,.
Les renseignements nazis font faussement le lien entre les assassins d'Heydrich et le village de Lidice. Un rapport de la Gestapo suggère que Lidice était la cachette des assassins parce que plusieurs officiers tchèques exilés en Angleterre étaient originaires de ce village. Le 9 juin 1942, les Allemands commettent le massacre de Lidice ; 199 hommes sont tués, 195 femmes déportées au camp de concentration de Ravensbrück, et 95 enfants sont faits prisonniers. 81 des enfants sont ensuite tués dans des Gaswagens au centre d'extermination de Chełmno, huit sont adoptés par des familles allemandes dans le cadre du programme Lebensborn. Le village de Ležáky est également détruit parce qu'une radio appartenant à l'équipe Argent A y a été trouvé. Les femmes et hommes du village sont assassinés, les deux villages sont brûlés et les ruines de Lidice sont rasées,,,.
Winston Churchill, furieux, suggéra que trois villages allemands soient rasés pour chaque village tchèque détruit par les Nazis. En pratique, les Alliés cessèrent de planifier de telles opérations par peur des représailles. Deux ans après, ils envisagèrent une nouvelle opération, cette fois en visant Hitler, l'opération Foxley, mais elle ne se concrétisa pas[réf. nécessaire].
L'opération Anthropoid est le seul assassinat réussi d'un haut dignitaire nazi organisé par un gouvernement, et est considérée comme un des plus grands actes de résistance dans l'Europe occupée.

### Tentative de capture des agents

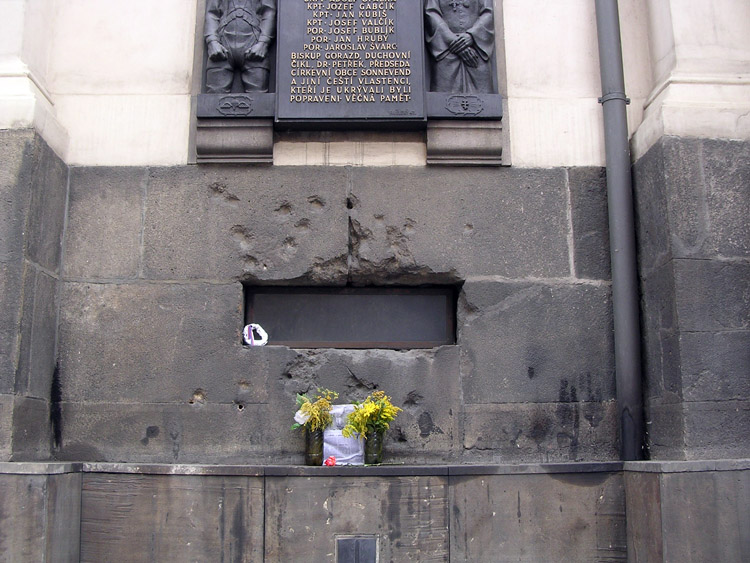
Fenêtre criblée de balles de l'église Saint-Cyrille-et-Méthode à Prague où le commando s'était réfugié.

Les assaillants se cachent d'abord chez deux familles praguoises impliquées dans la résistance, puis trouvent refuge dans une église orthodoxe, l'église Saint-Cyrille-et-Méthode à Prague. La Gestapo est incapable de les retrouver jusqu'à ce que Karel Čurda (du groupe « Out Distance », qui a une mission de sabotage) lui donne les noms des contacts locaux de l'équipe contre une récompense d'un million de Reichsmarks.
Čurda trahit plusieurs caches du groupe Jindra, y compris celle de la famille Moravec à Zizkov. À cinq heures du matin le 17 juin, leur appartement est investi. La famille est regroupée dans le couloir pendant que la Gestapo fouille leur logement. Mme Moravec, autorisée à aller aux toilettes, se suicide avec une capsule de cyanure. M. Moravec, ignorant l'implication de sa famille dans la résistance, est transféré avec son fils Ata au palais Peček. Là, Ata est torturé toute la journée, soûlé avec du cognac et on lui montre la tête de sa mère coupée et mise dans un aquarium. Ata Moravec finit par révéler à la Gestapo ce qu'il sait. Les SS assiègent l'église où se sont réfugiés Jozef Gabčík, Jan Kubiš, Josef Valčík, Adolf Opàlka, Jan Hruby, Jaroslav Švarc et Josef Bublik. Mais en dépit de l'action résolue de plus de 700 soldats, ceux-ci sont incapables de prendre les parachutistes vivants. Trois des résistants, dont Jan Kubiš — celui qui avait abattu Heydrich —, sont tués dans l'église après une bataille rangée de deux heures. Les quatre autres, dont Jozef Gabčík, se suicident dans la crypte après avoir repoussé les assauts des SS, qui tentent de les enfumer et de les noyer. Les SS et la police subissent également des pertes avec 14 SS tués et 21 blessés,.
L'évêque orthodoxe de Prague, Gorazd Pavlik, afin de limiter les représailles parmi la population, prend sur lui la responsabilité des actions dans l'église, écrivant même aux autorités nazies. Le 27 juin 1942, il est arrêté, torturé et fusillé le 4 septembre 1942 ainsi que les prêtres de l'église et plusieurs notables laïcs. Par la suite, d'autres arrestations ont lieu dans le réseau. C'est ainsi que la petite amie de Jozef Gabčík, Anna Malinova, est rapidement arrêtée, torturée, confrontée à la tête de Jozef coupée et conservée dans l'alcool, puis déportée et gazée à Mauthausen. Une actrice, Anna Letenská, accusée de complicité dans cette affaire, est elle aussi arrêtée et meurt à Mauthausen.

### Conséquences politiques
À l'issue de l'opération, les Alliés décidèrent qu'après la défaite nazie les territoires des Sudètes seraient restitués à la Tchécoslovaquie ; la vigueur des représailles fit également progresser l'idée que les populations allemandes devaient être expulsées de Tchécoslovaquie.
Heydrich étant l'un des principaux dirigeants nazis, deux grandes cérémonies funèbres furent organisées. Une à Prague, où la route du château fut bordée de milliers de SS portant des torches, l'autre à Berlin, en présence de hauts responsables du régime nazi, Hitler lui-même plaça sur un coussin les médailles de l'Ordre allemand et l'Ordre du sang.
Karel Čurda, arrêté après guerre et après une tentative de suicide infructueuse, fut pendu à Prague pour haute trahison en avril 1947.

## Dans les arts et la culture

### Filmographie

#### Cinéma
- 1943 : 
  - Les bourreaux meurent aussi réalisé par Fritz Lang
  - Hitler's Madman réalisé par Douglas Sirk
- 1965 : Commando à Prague (Atentát) réalisé par Jiří Sequens
- 1975 : Sept hommes à l'aube (Operation Daybreak) réalisé par Lewis Gilbert
- 2011 : Lidice réalisé par Petr Nikolaev
- 2016 : Anthropoid réalisé par Sean Ellis
- 2017 : HHhH réalisé par Cédric Jimenez, adapté du roman éponyme de Laurent Binet

#### Télévision

##### Documentaire
- 2013 : Opération Anthropoïde : éliminer le SS Heydrich réalisé par Jarmila Buzková

### Littérature

#### Bande dessinée
- 2008 : Le tome 11 Nadja de la série L'Histoire secrète aborde cet assassinat.

#### Roman
- Alan Burgess (en), Seven Men at Daybreak, 1960
- Claude Joste, Le bourreau de Prague, Editions Fleuve Noir, 1969
- David Chacko, Like a man, 2003, Foremost press
- Laurent Binet, HHhH, 2010, Grasset
- Philip Kerr, Prague fatale, 2014, Éditions du Masque
- Howard Linskey, Hunting the hangman, 2016, No exit Press
- Mark Slouka, Le monde visible, 2007, Grasset

### Musique
L'assassinat inspira au groupe de rock British Sea Power la chanson A Lovely Day Tomorrow (en). Initialement face B d'un single, la chanson fut ré-enregistrée avec l'orchestre tchèque « The Ecstasy of St. Theresa » en anglais et en tchèque (Zítra bude krásný den) pour une édition limitée en 2004.

### Musée
Pour commémorer les héros de la résistance tchèque et slovaque, le Musée national slovaque en mai 2007 réalisa une exposition présentant cette opération comme l'une des plus importantes dans toute l'Europe occupée.

### Mémorial
Un mémorial, le mémorial de l'opération Anthropoid, a été érigé sur les lieux de l'attentat.